# Casa de Arcos

Stemma Casa de Arcos

La Casa de Arcos è una casata nobiliare spagnola originaria della corona di Castiglia, il cui nome proviene dal ducato di Arcos, titolo nobiliare ereditario concesso alla casa de Ponce de León, in compensazione per la soppressione del marchesato di Cadice. Tra i suoi feudi si trovavano Marchena, Mairena del Alcor, Paradas, Chipiona, Rota, Cadice e l'Isola de León (oggi San Fernando), Bornos, Casares (con Manilva), Genalguacil, Jubrique, Arcos de la Frontera, Zahara de la Sierra, Villaluenga del Rosario, Ubrique, Benaocaz, Grazalema, Cardela, Garciago, Archite, i boschi (dehesas) di Pruna e di Algámitas, Los Palacios, Guadajoz, Villagarcía e Bailén. L'erede del duca di Arcos deteneva il titolo di marchese di Zahara. La capitale dei stati ducali era a Marchena. Lo scudo della casa si compone delle armi delle case reali di León e Aragona, così come del lignaggio navarro Vidaurre.
Tra le casate più importanti della storia di Spagna, si fregiò anche del titolo di Grande di Spagna.

## Storia della Casa de Arcos
Durante il Basso Medioevo furono i principali rivali della casa di Medina Sidonia, nel regno di Siviglia, come viene raccontato nella leggenda Maese Pérez l'Organista di Gustavo Adolfo Bécquer. Dentro il Convento dei Terzi di Siviglia si conservano resti del Palazzo dei Ponce de Léon nella capitale andalusa. Inoltre si conservano il Castello di Luna a Rota ed i resti del Palazzo ducale di Marchena, la cui facciata principale, chiamata la Porta di Marchena, fu spostata ai Reali Alcázares di Siviglia e numerosi edifici religiosi costruiti a Marchena sotto il patronato ducale. Inoltre a Jerez della Frontiera si erge un palazzo di uno dei rami di questa casata (linea dei marchesi del Castello della Valle di Sidueña) il cui cognome diede nome all'Isola de León, che fu parte dei suoi feudi giurisdizionali. Di questo ramo si conserva anche il Castello della Valle di Sidueña a El Puerto de Santa María conosciuto anche come Castello di Doña Bianca. Questo ramo dei Ponce de León discendeva della Casa de la Cerda, primi conti di Medinaceli e conti di El Puerto de Santa María, successivamente duchi di Medinaceli. Un altro esempio del mecenatismo artistico esercitato dalla casata fu la protezione accordata dal duca di Arcos al musicista Cristóbal di Morali.
Alla morte della XIII duchessa di Nájera, questo titolo passò al VII duca di Arcos, che divenne il XIV duca di Nájera. La sua discendenza ostentó il XVI, XVII e XVIII duca di Nájera, finché la morte senza eredi di Antonio Ponce de León, XI duca di Arcos, nel 1780 estinse il lignaggio ereditario per linea di primogenitura maschile e la casa di Arcos fu incoporata nella casa di Benavente nella persona di María Josefa Pimentel e Téllez-Girón, XII duchessa di Benavente, che nel 1771 aveva sposato Pedro di Alcántara Téllez-Girón y Pacheco, IX duca di Osuna, per cui la casa di Arcos si incorporò nella discendenza di entrambi alla casa di Osuna.

Señoríos jurisdiccionales della casa di Arcos nel regno di Siviglia, in marrone chiaro.
Señoríos jurisdiccionales della casa di Arcos nel regno di Granada, in marrone chiaro.
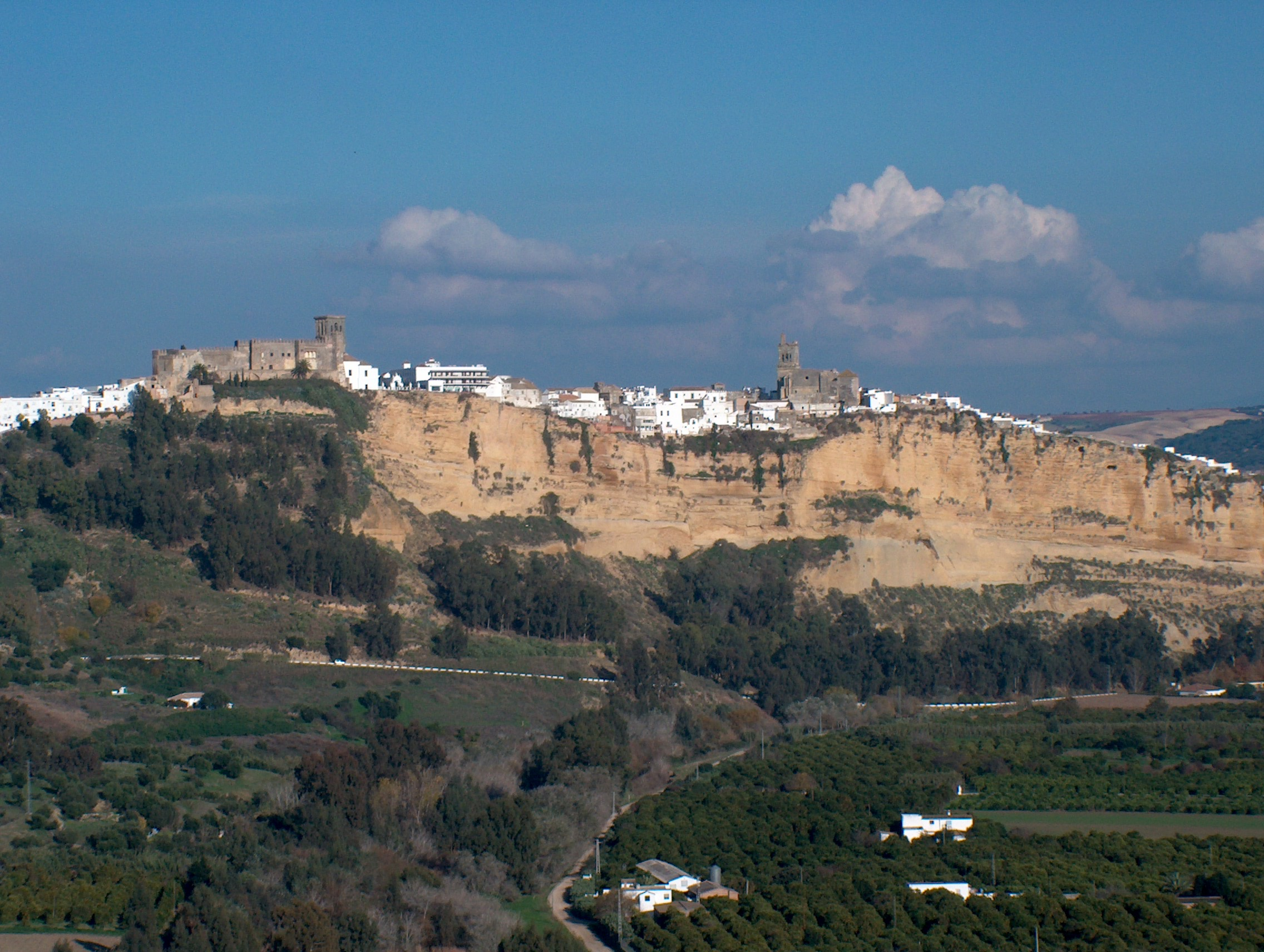
Veduta di Arcos de la Frontera, municipio che dà nome alla casa nobiliare.
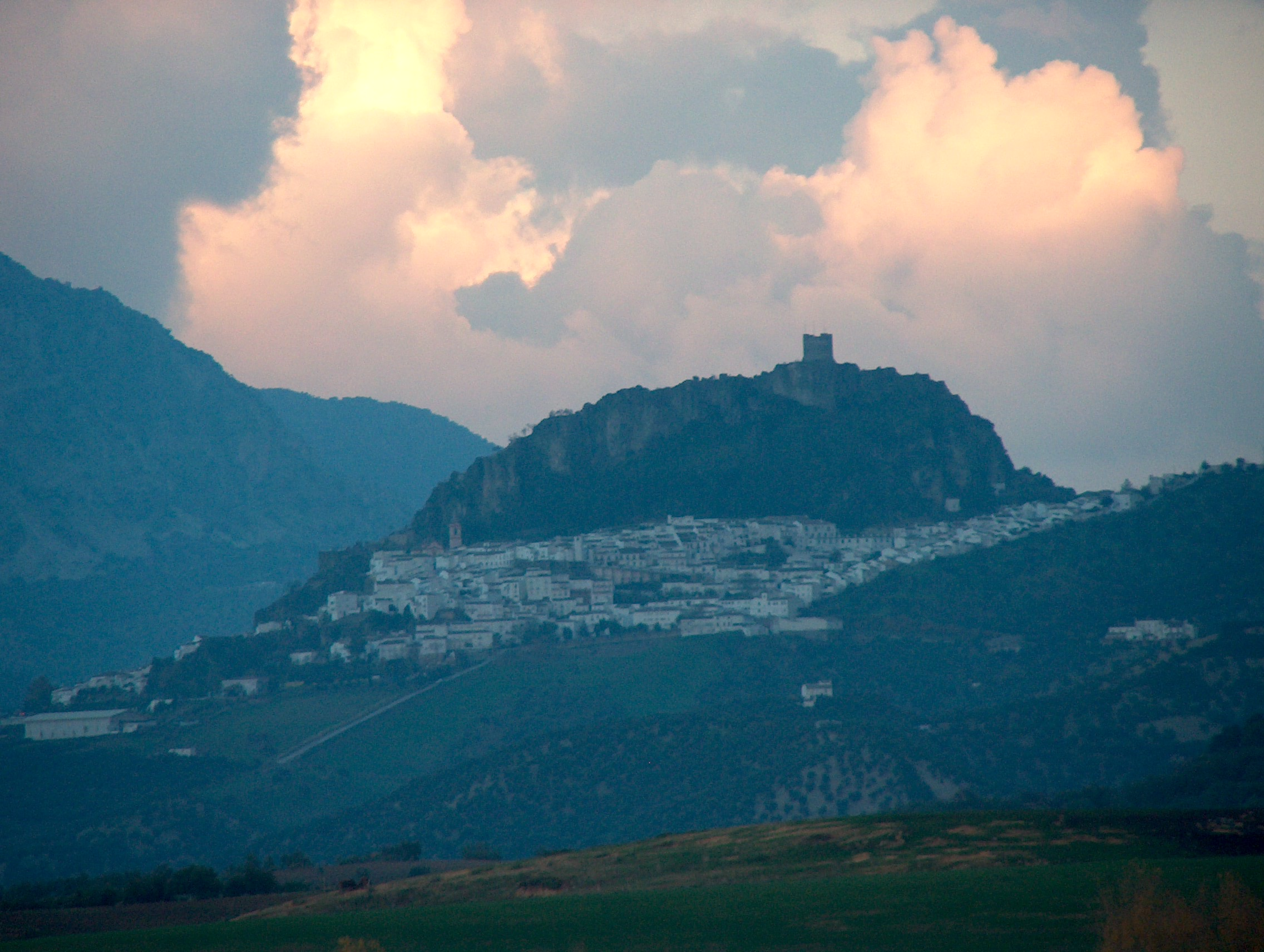
Veduta di Zahara, marchesato che ostentava l'erede della casa.
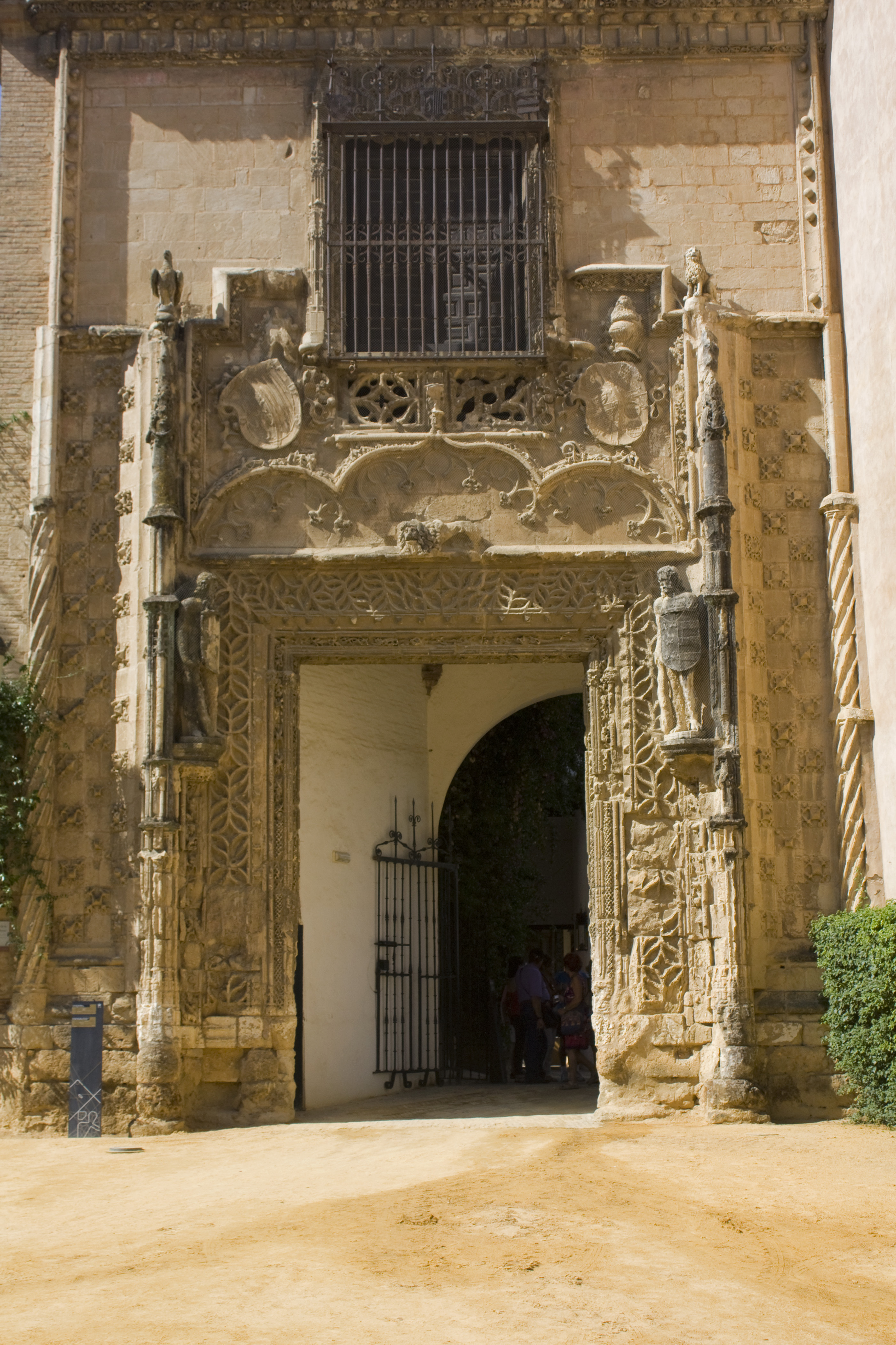
Porta principale del palazzo dei duchi di Arcos a Marchena, oggi nei Reali Alcázares di Siviglia.
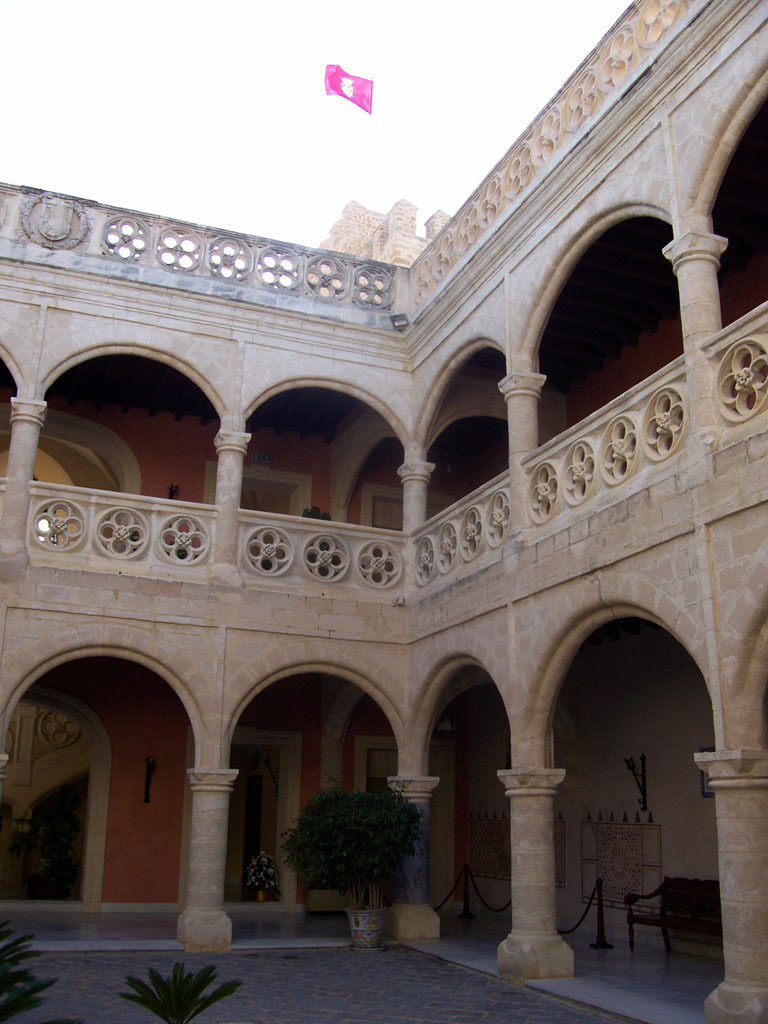
Cortile del Castello di Luna, a Rota.